# Bouchet (Drôme)
 Bouchet  es una población y comuna francesa, en la región de Ródano-Alpes, departamento de Drôme, en el distrito de Nyons y cantón de Saint-Paul-Trois-Châteaux.

## Demografía
| 542 | 559 | 571 | 671 | 670 | 694 |
| Para los censos de 1962 a 1999 la población legal corresponde a la población sin duplicidades (Fuente: INSEE [Consultar]) |     |     |     |     |     |